# Nathalie Appéré
Nathalie Appéré (/natali apeʁe/), née le 8 juillet 1975 à Ploemeur (Morbihan), est une femme politique française, membre du Parti socialiste.
Elle naît dans le Morbihan et s'installe à Rennes en 1993, pour étudier au sein de l'Institut d'études politiques. Elle en sort diplômée trois ans plus tard, puis rejoint ensuite la fonction publique territoriale.
Elle adhère au Mouvement des Jeunes socialistes (MJS) en 1995 puis au Parti socialiste. En 2001, Edmond Hervé l'intègre sur sa liste de candidats aux élections municipales, puis lui confie le poste d'adjointe déléguée à la Vie associative. Elle dirige en 2008 la campagne victorieuse de Daniel Delaveau, qui la nomme première adjointe déléguée à la Solidarité et vice-présidente de Rennes Métropole déléguée à la Cohésion sociale.
Elle est élue députée lors des élections législatives de 2012 dans la 2e circonscription d'Ille-et-Vilaine, puis devient la première femme maire de Rennes en 2014. Reconduite après les élections municipales de 2020, elle prend la présidence de Rennes Métropole.

## Vie privée
Nathalie Appéré naît le 8 juillet 1975 à Ploemeur, dans le Morbihan. Son père est enseignant au collège et sa mère secrétaire médicale. Elle a deux frères cadets, l'un lourdement handicapé et l'autre adopté à l'âge de 2 ans et demi, qui nourriront son engagement social en politique,. Elle est mariée et a deux enfants. Elle vit à Rennes, et a notamment habité le quartier Maurepas - Patton.

## Études et vie professionnelle
Après avoir obtenu le baccalauréat littéraire, Nathalie Appéré s'installe à Rennes en 1993 et intègre l’Institut d'études politiques de Rennes. Elle est diplômée en 1996 et poursuit ses études avec un DEA action publique et territoires en Europe l'année suivante. Son mémoire de fin d'études porte sur l'« Étude pour un diagnostic et la définition d'une stratégie en matière de recherche dans l'agglomération rennaise : rapport final relatif au contrat d'étude Ville de Rennes-Université de Rennes 1 » et est dirigé par Jacques Hardy,. Elle exerce par la suite comme chargée de cours en droit public.
Elle entame alors une carrière dans le conseil aux collectivités puis dans le développement social local. Après une première expérience professionnelle comme chargée d'étude à l'Institut régional du travail social de Rennes entre 1996 et 1998, elle occupe le poste de directrice de l'équipement public intégré de Saint-Jacques-de-la-Lande jusqu'en 2008.

## Engagement

### Débuts en politique
À son arrivée à Rennes, elle rejoint le Mouvement des jeunes socialistes à l'occasion de la campagne présidentielle de 1995. Adhérente au Parti socialiste, elle y prend des responsabilités départementales, notamment celle de porte-parole de la fédération PS d'Ille-et-Vilaine.
En 2001, élue sur la liste conduite par Edmond Hervé à Rennes, elle se voit confier le poste d'adjointe au maire à la vie associative. Elle y mène des projets d'ampleur, telle la réforme de l'Office social et culturel rennais.

### Ascension

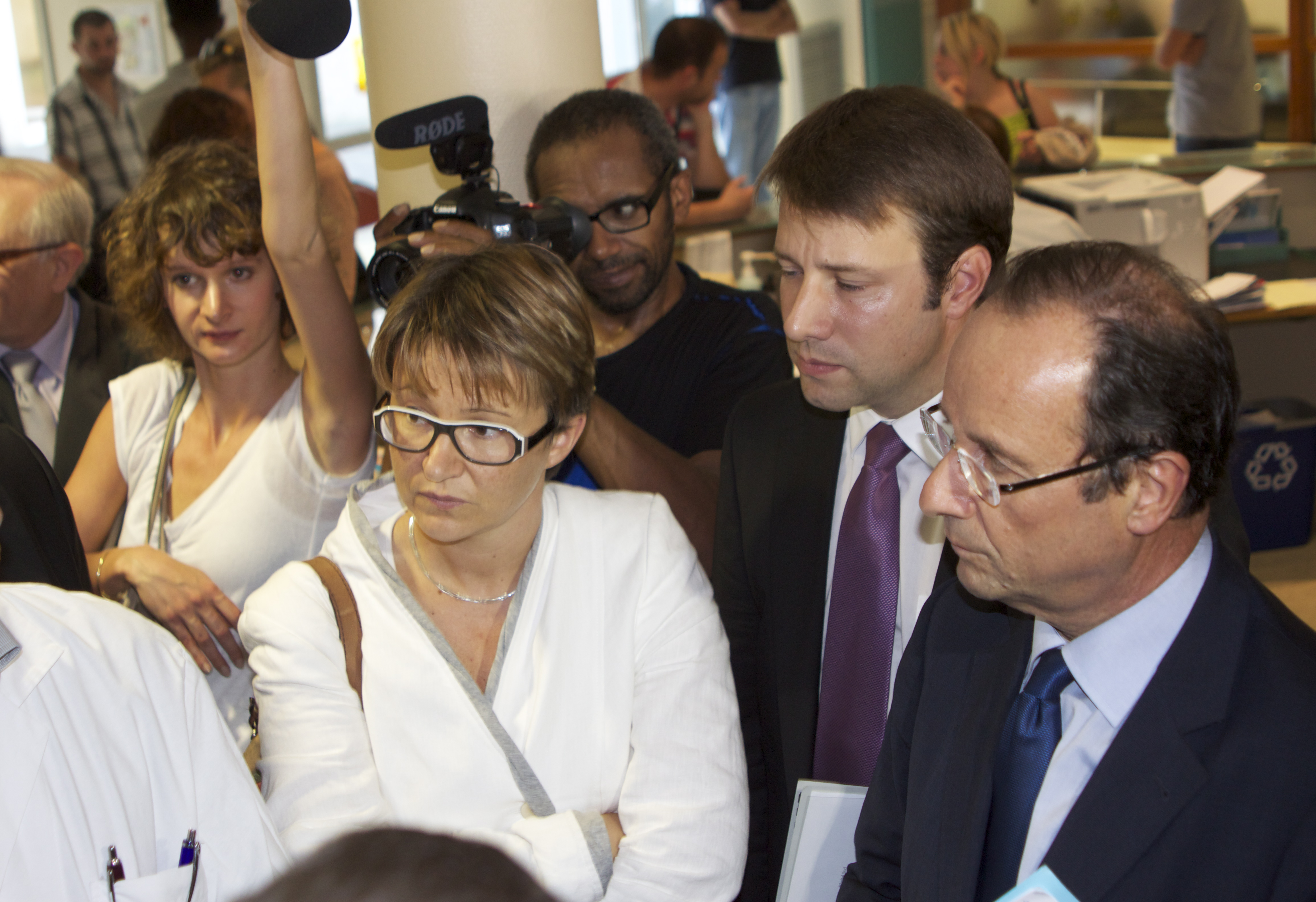
Nahalie Apperé et François Hollande en septembre 2011 à Rennes.

Directrice de la campagne municipale de Daniel Delaveau en 2008, elle devient première adjointe au maire à la solidarité et vice-présidente de Rennes Métropole chargée de la cohésion sociale. Elle a notamment impulsé la mise en place de la carte « Sortir » et assure le suivi de la réhabilitation du centre ancien de Rennes.
Par son mandat municipal, elle est par ailleurs présidente du conseil de surveillance du Centre hospitalier Guillaume-Régnier de 2010 à fin 2012. Début 2012, elle soutiendra un mouvement de grève face à l'insuffisance des capacités d'accueil pour les patients,.
Au niveau national, elle a été nommée en 2010 vice-présidente du Conseil national des villes, instance présidée par le Premier ministre et compétente sur les questions relevant de la politique de la Ville, de l’action publique en direction des quartiers et territoires en difficulté,,,,.
Nathalie Appéré soutient François Hollande lors des primaires citoyennes organisées par le Parti socialiste en 2011.

## Députée d'Ille-et-Vilaine
Lors des élections législatives de 2002, elle est élue suppléante de Philippe Tourtelier, député socialiste de la deuxième circonscription d'Ille-et-Vilaine.
Après le souhait de ce dernier de ne pas se représenter pour un troisième mandat lors des élections législatives de 2012, elle devient la candidate du Parti socialiste. Lors de son investiture, elle prend l'engagement devant les militants socialistes d'abandonner ses fonctions locales exécutives mais exprime le souhait de continuer toutefois à siéger au conseil municipal de Rennes,,.
Le 17 juin 2012, elle est élue députée de la deuxième circonscription d'Ille-et-Vilaine au second tour du scrutin en obtenant 63,45 % des voix face au candidat UMP, Bertrand Plouvier et fait ainsi son entrée à l'Assemblée nationale.
En décembre 2012, elle se déclare officiellement candidate à l'investiture du PS pour la candidature à la mairie de Rennes pour les élections municipales de 2014. Alors qu'elle avait à plusieurs reprises manifesté son opposition au cumul des mandats, Nathalie Appéré a finalement déclaré souhaiter conserver son poste de député jusqu'au terme de son mandat en cas d'élection à la mairie de Rennes.

## Maire de Rennes depuis 2014

### Premier mandat
Le 4 avril 2014, elle devient la première femme élue maire de Rennes, après que sa liste a obtenu 55,83% des suffrages au deuxième tour des élections municipales en s'alliant avec la liste EELV-Front de Gauche.
Le début de son mandat à la ville de Rennes est marqué par plusieurs manifestations violentes dans le cadre de l'opposition au projet d'aéroport du Grand Ouest en janvier 2016 puis à la Loi El Khomri entre mars et mai 2016. Dans un premier temps, la maire demande « une décision claire de l’État » par rapport au projet d'aéroport. Après l'annonce de la loi El Khomri, de nouvelles manifestations éclatent qui sont le théâtre de violences. Un étudiant de 20 ans, notamment, perd un œil lors de la manifestation du 28 avril. En réaction, le conseil municipal du 2 mai est interrompu par des étudiants, demandant à la maire de faire cesser les violences policières.
En 2016, elle soutient Manuel Valls pour la primaire citoyenne de 2017 et fait partie de son organigramme de campagne. À la suite de la défaite de Manuel Valls, elle soutient le vainqueur de la primaire, Benoît Hamon,.
Pour respecter la loi sur le cumul des mandats, elle renonce à se présenter aux élections législatives de 2017. En 2018, elle soutient la candidature d'Olivier Faure pour le congrès d'Aubervilliers du PS. Le 15 avril, elle est nommée au bureau national du PS.
Le 12 février 2019, la fondation World Mayors annonce que Nathalie Appéré est arrivée deuxième du classement du World Mayor Award, ex æquo avec Ros Jones (en) (maire de Doncaster), Charlotte Britz (maire de Sarrebruck) et Beng Climaco (en) (maire de Zamboanga). La fondation indique lui avoir décerné cette deuxième place en raison du développement démographique et économique de Rennes, la politique du logement et l'instauration d'un dispositif de budget participatif,,,.
Son mandat est marqué par les inaugurations de la LGV Bretagne-Pays de la Loire en juillet 2017, du centre des congrès du couvent des Jacobins en janvier 2018, et de la gare de Rennes rénovée en juillet 2019,,. Par ailleurs, sont livrés en 2019 deux nouveaux parcs publics, les prairies Saint-Martin et les plages de Baud,. En 2022 sera également livrée la seconde ligne du métro de Rennes dont les premières études ont commencées en 2000.

### Élections municipales de 2020

#### Pré-candidature
Elle participe le 26 juin 2019 au lancement d'une plate-forme de débats baptisée « 200 jours pour Rennes », dont le site Web a pour adresse avecnathalieappere.fr, dans la perspective des élections municipales de mars 2020.
Dans une entrevue accordée le 13 septembre suivant au journal Ouest-France, elle confirme qu'elle sera candidate aux élections municipales mais qu'elle compte entrer en campagne plus tard ; elle précise réfléchir à briguer la présidence de Rennes Métropole, à la suite du retrait programmé de la vie politique du socialiste sortant Emmanuel Couet. Elle reçoit quatre jours plus tard le soutien du député François André, apparenté au groupe La République en marche, alors que le parti La République en marche présentera sa propre liste.

#### Campagne et propositions
Elle déclare publiquement sa candidature à la mairie de Rennes et la présidence de Rennes métropole le 10 décembre, lors d'une réunion publique rassemblant 800 personnes à l'Étage qui conclut les « 200 jours pour Rennes » au cours desquels les avis de 1 000 Rennais ont été recueillis selon les organisateurs. Elle bénéficie du soutien du Parti communiste, du Parti radical de gauche, de Génération.s et de Place publique. Elle annonce à cette occasion ses premiers engagements, notamment la création de cinq lignes de bus à haut niveau de service — baptisées « trambus » —, l'aménagement de 100 km de pistes cyclables sécurisées, la gratuité des transports en commun pour les moins de 12 ans, la plantation de 30 000 arbres en six ans, la découverte de la Vilaine devant le palais du Commerce, ainsi que la création d'une police municipale nocturne et d'une brigade de lutte contre les incivilités.
Le mois suivant, elle s'engage à ce que la Ville de Rennes acquière la prison Jacques-Cartier, qu'elle souhaite voir transformée en lieu culturel, et construise une nouvelle piscine à Villejean. Elle présente son programme complet le 7 février, s'engageant notamment à créer des jurys citoyens pour des projets d'aménagement d'envergure ou la redéfinition de certaines politiques municipales, à aménager un « Quartier de la Création » pour « les industries culturelles et créatives » à côté de la gare SNCF, et à ne pas augmenter les impôts locaux,. Le 21 février, elle dévoile — avec 25 autres têtes de liste, dont 12 maires sortants — un programme métropolitain et confirme sa candidature à la présidence de Rennes Métropole.
Le 6 mars, au lendemain de son meeting de premier tour qui a réuni 800 personnes, elle reçoit — comme en 2014 — le soutien public de l'ancien maire Edmond Hervé, dont elle a été l'adjointe entre 2001 et 2008.

#### Premier tour et accord avec EELV
Au premier tour du 15 mars, marqué par l'accélération de la pandémie de Covid-19, la liste de Nathalie Appéré recueille 32,77 % des voix et se classe en première position pour le second tour, devant la liste EELV Matthieu Theurier, la liste LREM de Carole Gandon et la liste divers droite de Charles Compagnon. Cependant, à la suite de la mise en place du confinement en France, le second tour est reporté. Alors que le second tour est reprogrammé au 28 juin, elle annonce le 30 mai être parvenue à un accord de fusion entre sa liste et « Choisir l'écologie pour Rennes » de Matthieu Theurier ; leur liste commune sera opposée à celles de Carole Gandon et Charles Compagnon, qui se présentent séparément.
Au soir du second tour, marqué par une abstention historiquement élevée de 68,33 % des inscrits, sa liste remporte le scrutin avec 65,35 % des suffrages exprimés. Elle engrange donc dix points de plus qu'en 2014, mais avec près de 9 000 voix de moins. Elle devance ainsi largement Carole Gandon et Charles Compagnon, qui recueillent respectivement 17,49 % et 17,15 %. Qualifiant « le choix des Rennais [de] clair, net et massif », elle dit accueillir « cette large victoire avec fierté et émotion » et vouloir « travailler pour renforcer la démocratie locale » face à la faible participation. Pour elle, « Rennes à l’avant-poste de d’une force de gauche sociale et écologiste ».

### Second mandat
Lors du premier conseil municipal du nouveau mandat, le 3 juillet, Nathalie Appéré est élue par 51 voix favorables — soit l'ensemble des voix de sa majorité — et 10 bulletins nuls ; un conseiller de l'opposition glissant un bulletin au nom de l'ancien maire Edmond Hervé dans l'urne. Lors de sa prise de fonction quelques secondes plus tard, elle confie « l'émotion qui est la [sienne] en cet instant » et rend hommage à ses prédécesseurs. Elle propose ensuite une liste de 21 adjoints, dont 12 issus de sa liste de premier tour et 9 provenant de la liste écologiste de Matthieu Theurier. Septième adjoint délégué aux Finances sous la précédente mandature, Marc Hervé — fils de l'ancien maire — est promu premier adjoint délégué à l'Urbanisme. Plusieurs élus issus de la liste Choisir l'écologie pour Rennes obtiennent d'importantes délégations, comme l'Éducation, la Culture ou encore les Finances.

## Présidente de Rennes Métropole
À l'occasion de la séance d'installation du conseil communautaire de Rennes Métropole le 9 juillet 2020, Nathalie Appéré se présente à la présidence de l'intercommunalité. Seule candidate, elle est élue par 78 voix favorables sur 111 conseillers présents. Elle succède au socialiste Emmanuel Couet, qui ne se représentait pas, et fait élire un exécutif de 20 vice-présidents dont 12 ne sont pas élus de Rennes, soit un de plus que sous la mandature précédente. Un groupe de 11 maires se revendiquant « indépendants » annonce se constituer sans revendiquer son appartenance à l'opposition. Si aucun poste exécutif ne leur est proposé dans la mesure où ils refusent de s'engager sur le vote des grands documents de planification et du budget métropolitain, le maire centriste de Saint-Grégoire Pierre Breteau — membre de ce groupe — est désigné pour présider la commission des Finances.
Elle est désignée le 24 septembre suivant secrétaire générale de France urbaine dans un bureau présidé par la maire de Nantes et présidente de Nantes Métropole Johanna Rolland ; elle succède dans cette fonction à André Rossinot, ancien maire de Nancy. Six mois plus tard, elle intègre la plate-forme de réflexion « Idées en Commun » lancée par Anne Hidalgo pour travailler sur la thématique du logement, puis elle participe le 12 septembre 2021 au lancement de la campagne de cette dernière à l'élection présidentielle.
Le 20 septembre 2022, elle procède à l'inauguration de la ligne B du métro de Rennes.

## Synthèse des résultats électoraux

### Élections législatives
| Année | Parti | Parti | Circonscription      | 1er tour | 1er tour | 1er tour | 2d tour | 2d tour | 2d tour |
| Année | Parti | Parti | Circonscription      | Voix     | %        | Rang     | Voix    | %       | Issue   |
| ----- | ----- | ----- | -------------------- | -------- | -------- | -------- | ------- | ------- | ------- |
| 2012  |       | PS    | 2e d'Ille-et-Vilaine | 25 509   | 48,10    | 1re      | 32 040  | 63,45   | Élue    |

### Élections municipales
| Année | Commune | 1er tour | 1er tour         | 1er tour | 1er tour | 1er tour | 2d tour | 2d tour                      | 2d tour | 2d tour | 2d tour | Sièges  |
| Année | Commune | Liste    | Liste            | Voix     | %        | Rang     | Liste   | Liste                        | Voix    | %       | Rang    | Sièges  |
| ----- | ------- | -------- | ---------------- | -------- | -------- | -------- | ------- | ---------------------------- | ------- | ------- | ------- | ------- |
| 2014  | Rennes  |          | PS-PCF-UDB-PRG   | 21 030   | 35,57    | 1re      |         | PS-EELV-PCF-UDB-PRG-PG       | 32 851  | 55,83   | 1re     | 48 / 61 |
| 2020  | Rennes  |          | PS-PCF-G·s-MR-PP | 14 840   | 32,77    | 1re      |         | PS-EELV-PCF-G·s-MR-UDB-ND-PP | 23 352  | 65,35   | 1re     | 51 / 61 |

## Mandats

### Mandats nationaux
- De 2002 à 2012 : suppléante du député Philippe Tourtelier, député de la deuxième circonscription d'Ille-et-Vilaine.
- 20 juin 2012 - 18 juin 2017 : députée de la deuxième circonscription d'Ille-et-Vilaine. Membre de la commission des Lois[66].

### Mandats communaux
- De 2001 à 2008 : adjointe au maire de Rennes (Edmond Hervé) déléguée à la vie associative.
- De 2008 à septembre 2012 : première adjointe au maire de Rennes (Daniel Delaveau) déléguée à la solidarité.
- De septembre 2012 à avril 2014 : conseillère municipale déléguée de Rennes.
- Depuis le 4 avril 2014 : maire de Rennes.

### Mandats intercommunaux
- De 2001 à 2008 : conseillère communautaire de la communauté d'agglomération de Rennes Métropole.
- De 2008 à septembre 2012 : vice-présidente de Rennes Métropole déléguée à la cohésion sociale.
- De septembre 2012 à juillet 2020 : conseillère communautaire puis métropolitaine de Rennes Métropole.
- Depuis le 9 juillet 2020 : présidente de Rennes Métropole.

### Autres responsabilités
- De 2008 à septembre 2012 : vice-présidente du conseil d'administration du Centre communal d'action sociale[67].
- De 2010 à 2013 : vice-présidente du Conseil national des villes[68],[69].
- De 2015 à 2020 : présidente du conseil d’administration de l’Agence nationale de l'habitat[70].
- De 2017 à 2021 : personnalité qualifiée à l'Observatoire de la laïcité[71]

### Sources
- Vincent Jarnigon, « Le député Philippe Tourtelier passe le relais », Ouest-France, Édition Rennes,‎ 16 novembre 2011 (lire en ligne, consulté le 13 juin 2016)
- Vincent Jarnigon, « Législatives au PS : ils ne pourront pas cumuler », Ouest-France, Édition Rennes,‎ 7 mars 2012 (lire en ligne, consulté le 15 juin 2016)
- Ouest-France, Édition Rennes, 21 décembre 2012
- Le Mensuel de Rennes, no 29, octobre 2011, Page 14
- L'Expansion, no 753, mai 2011
- 20 Minutes, 7 mars 2012
- La Gazette des Communes, 4 octobre 2010, Page 146
- « Rennes tente de sauver ses maisons à colombages, copropriétés à la dérive », sur Le Monde, 19 janvier 2012 (consulté le 16 juin 2016)
- France 3 Bretagne, 10 mars 2012, Nathalie Appéré invitée de l'émission « La Voix est Libre »